# 中国妇女儿童博物馆
中国妇女儿童博物馆（英語：The Chinese Museum of Women and Children）位于中国北京市东城区建国门内大街23号，是中国首家以妇女儿童为主题的国家级博物馆，隶属于全国妇联。

## 历史
该馆于2006年3月25日奠基。2009年9月26日揭牌，全国人大常委会副委员长、全国妇联主席陈至立出席揭牌仪式并讲话。2010年1月10日开馆，中共中央政治局委员、国务委员刘延东出席开馆仪式，全国人大常委会副委员长、全国妇联主席陈至立出席并讲话。2024年5月18日，中国妇女儿童博物馆被評為国家一级博物馆。

## 展览

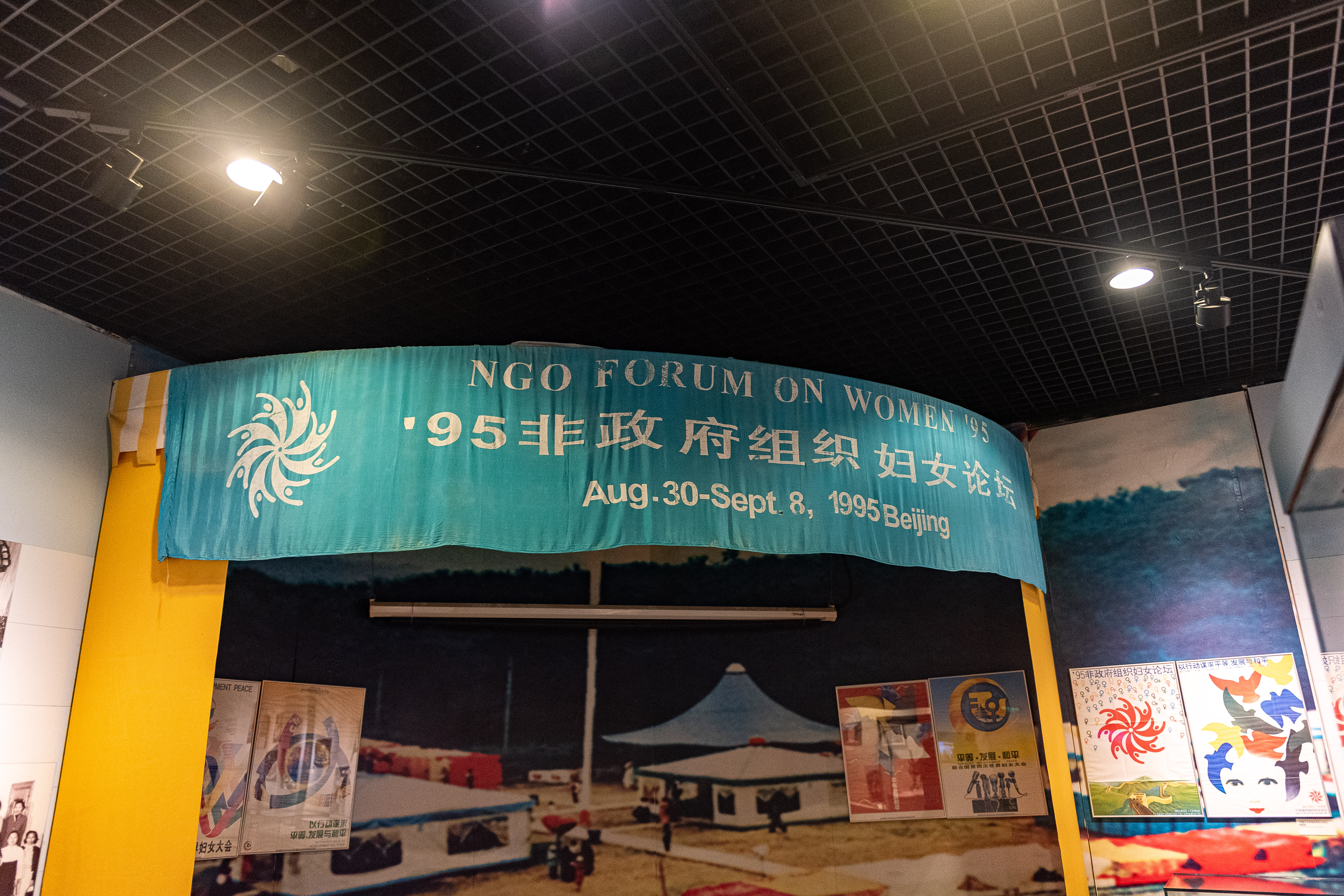
馆内展示的1995非政府组织妇女论坛横幅

中国妇女儿童博物馆与全国妇联机关大楼、中国妇女活动中心构成了一组建筑群。该博物馆建筑由中国航空工业规划设计研究院、中国建筑设计研究院、巴马丹拿建筑及工程有限公司设计。博物馆建筑面积约3.56万平方米，展陈面积约8000平方米。建筑共10层，其中地上6层，地下4层。地上1层为多功能厅、临时展览厅，地上2层、3层为儿童馆，4至6层为妇女馆。
中国妇女儿童博物馆开馆初期，馆藏文物3万多件，分为石器、陶器、瓷器、青铜器、民族服饰、生产工具、生活用品、纪念品、工艺品等实物，光盘、照片等影像资料，题词、书籍等文献资料，从不同角度多方位介绍了中国妇女儿童的生活状态、地位变化、文化习俗、社会贡献。
中国妇女儿童博物馆的常设展馆有：

| - 古代妇女馆 - 近代妇女馆 - 当代妇女馆 - 国际友谊馆 - 女性艺术馆 - 女性服饰馆 | - 古代儿童馆 - 近代儿童馆 - 当代儿童馆 - 儿童玩具馆 - 儿童体验馆 |